# Микростоникс
Микростоникс (лат. Microstonyx major, от др.-греч. μῑκρός ὀστεο- +ὄνυξ «маленький костяной коготь» и лат. major «большой») — вымерший вид парнокопытных млекопитающих подотряда свинообразных семейства свиней. Очень крупная свинья, был типичным представителем позднемиоценовой и раннеплиоценовой фауны Европы и Азии (гиппарионовая фауна). Вместе с ещё двумя видами включается в род Microstonyx.

## Внешний вид и строение
Микростоникс был крупнее любой современной дикой свиньи (его масса доходила до 300 кг, а длина черепа до 50 см). По строению он в целом напоминал современных представителей семейства свиней, но имел и характерные отличия от них. Самое заметное отличие — у микростоникса были совсем небольшие клыки. Вместо развитых клыков альвеолярные гребни над верхними клыками (особенно у самцов) были очень крупным и выглядели, как пара бугров на морде. Видимо, они были всеядными.

## Места обитания
Предполагается, что микростониксы населяли берега рек и переувлажнённые леса.

## Места и древность находок
Микростоникс появился в позднем миоцене в Азии. Он вскоре стал обычным представителем гиппарионовой фауны и за несколько миллионов лет расселился по Евразии от Испании до Китая.

## Вымирание
К началу плиоцена ареал микростоникса начинает понемногу сокращаться. Предполагаемые причины — иссушения климата и смена экологической обстановки. Его место занял род кабаны.